# Ambohiborona
Ambohiborona è una città e comune del Madagascar situata nel distretto di Faratsiho, regione di Vakinankaratra. 
La popolazione del comune rilevata nel censimento 2001 era pari a 26 130 unità.